# Magazzini Nannucci
I Magazzini Nannucci, considerati il negozio di dischi più antico d'Italia, sono rimasti aperti a Bologna dal 1936 al 2009.

## La storia
I Magazzini Nannucci furono inaugurati a Bologna, nel 1936, dall'imprenditore fiorentino Mario Nannucci.
L'impostazione originaria dell'esercizio interessava la vendita di elettrodomestici, come stufe, radio a valvole e grammofoni (vi era annesso anche un laboratorio funzionale all'assistenza tecnica). Il negozio ottenne in seguito anche la distribuzione degli articoli dei produttori Sinudyne, Saba e Grundig.
A partire dal 1956 venne avviato anche un primo smercio di prodotti fonografici.
L'incremento del fatturato, in rapporto di stretta correlazione con il materiale sonoro, indusse Nannucci ad una progressiva conversione della propria proposta merceologica, intraprendendo la commercializzazione delle produzioni delle case discografiche principali.
Fu nel 1960 che venne acquistato il locale di circa 700 m² (di cui 400 m² dedicati all'area di vendita), il quale diverrà in seguito la collocazione ultima dei Magazzini Nannucci (e successive denominazioni societarie): la sede di via Guglielmo Oberdan 7, ubicata nel centro della città di Bologna.

Ingresso di Nannucci Store (già Magazzini Nannucci), marzo 2009

Una suddivisione per generi (a livello espositivo) venne approntata, relativamente alla musica, solo nella prima metà degli anni sessanta, contestualmente ad una riorganizzazione generale dell'intero esercizio.

### Una nuova gestione
Nel 1966, scomparve il fondatore dei Magazzini Nannucci. Il timone dell'azienda passò ai figli, Giuseppe e Carla, i quali optarono per una radicale variazione di rotta: fu accantonato tutto ciò non di pertinenza al settore audio/video, per convertire e creare un negozio "generalista" riguardo ai generi musicali.
Dall'esplorazione dei mercati esteri (in particolare, Stati Uniti, Inghilterra e Giappone) ed attingendo dall'ambito nazionale (come quello fieristico), derivò l'opportunità di reperire articoli (anche aventi carattere di rarità e dedicati al collezionismo), da proporre, in misura maggiore, a prezzi concorrenziali (come i vinili in edizione originale, ma dalle copertine cut-out, ovvero forate o tagliate dai produttori, in prossimità di uno dei bordi, per la vendita al pubblico ad un valore fortemente ribassato).
Intanto, l'interesse crescente in Italia attorno alla musica portò i proprietari del negozio ad effettuare un'ulteriore serie di cambiamenti. Negli anni settanta, infatti, i fratelli Nannucci progettarono una vendita per corrispondenza da affiancare alla più tradizionale forma di commercio. Tale nuova attività, veniva svolta nel seminterrato di 300 m² circa del negozio; tuttavia, a partire dal 1972 fu esplicitamente riservato uno spazio, in superficie, alla preparazione delle spedizioni postali.

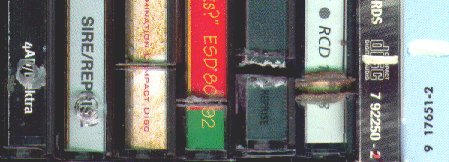
Costole di custodie per CD alle quali è stata applicata la pratica del cut-out

L'incremento del commercio con i mercati internazionali, persuase i titolari della necessità di costituire anche un'impresa in grado di occuparsi a tempo pieno delle importazioni (interessandosi anche al comparto export): fu così costituita, nel 1976, la Giucar Record S.p.A.
Agli inizi degli anni ottanta, l'attività della vendita per corrispondenza richiese un magazzino di supporto: fu scelto, dunque, un deposito (seppur dalle dimensioni ridotte), non lontano dalla sede principale di via Oberdan.
In seguito, la Giucar Record S.p.A. fu trasferita dalla sua sede in via Giacomo Ciamician (nei pressi del quartiere fieristico di Bologna), all'area industriale felsinea Ròveri, in via Edoardo Collamarini 26 (quartiere San Vitale). La seguì anche la "corrispondenza" (che, allontanatasi dall'abitato bolognese, funse da ufficio amministrativo e magazzino per la propria attività, mentre la sede legale rimase l'esercizio di via Oberdan).
Lungo il solco del consolidamento, furono ulteriormente sviluppate le possibilità societarie del negozio, il quale passò da Magazzini Nannucci S.r.l. a Magazzini Nannucci S.p.A.
Nel settembre del 1990, la Giucar Record S.p.A. trovò una nuova sistemazione presso la zona artigianale di San Lazzaro di Savena, alle porte del capoluogo emiliano, in via Remigia 9 (località La Cicogna): lo stabile precedente fu ceduto alla vendita per corrispondenza. Quest'ultima attività fu ristrutturata, sul piano tecnico ed organizzativo, col proposito di gestire più adeguatamente sia gli ordinativi, che il catalogo tradizionale (quello in formato cartaceo) a cadenza semestrale (inviato mediante posta), nonché per curare il sito Internet aziendale, funzionale alla vendita (per queste ultime due finalità venne creato, nel 1995, un apposito ufficio). Tuttavia, causa il legame di stretta dipendenza venutosi a creare nel tempo con Giucar Services S.p.A. (costola della Giucar Record S.p.A., nel frattempo "declassata" a società a responsabilità limitata), i soci compirono, nel 1998, l'ennesimo trasloco della vendita per corrispondenza, in un capannone industriale fatto edificare (al civico 3, di via Remigia) a ridosso proprio della Giucar.
La vendita per corrispondenza e Giucar Services, nate di supporto al negozio, acquisirono in seguito, piena autonomia.
In quegli anni, venne fondata anche l'azienda Mailing Diffusion S.r.l. ("gemella" dell'attività per corrispondenza e con la quale condivideva anche gli spazi).

### Passato recente
Nell'aprile del 2000, venne a mancare Giuseppe Nannucci: le sue imprese avevano intanto raggiunto la loro massima espansione.
Si manifestarono le prime avvisaglie di declino (difficoltà che nel tempo si aggravarono, complice una lunga fase di contrazione del mercato musicale dei supporti tradizionali).
In un tentativo di rilancio, vennero investite importanti risorse economiche in opere di ammodernamento del negozio di via Oberdan.
Al fine di rafforzare le società, nel corso del 2002, gli eredi (coniuge e figli di Giuseppe, la sorella, con i propri figli) decisero di dare vita ad una holding, un'unione finanziaria che aveva come capogruppo Magazzini Nannucci S.p.A., la quale controllava Nannucci Store S.r.l. (nuova e definitiva ragione sociale del negozio) e Nannucci Mailing S.r.l. (legata alla vendita per corrispondenza).
La Mailing Diffusion S.r.l. fu privata delle sue funzioni principali e logisticamente accorpata a Giucar Services S.p.A. (cambiando in Mailing Diffusion CD).
Nell'anno 2007, per via di una politica di contenimento dei costi, prima Nannucci Mailing S.r.l. (con la sua occupazione nel settore dell'e-commerce), quindi, nel 2009, Giucar Services S.p.A. (commercio import/export all'ingrosso), convertita nell'ottobre 2009 in responsabilità limitata, furono trasferite distanti dalla prima periferia di Bologna, rispettivamente ad Ozzano dell'Emilia e a Castel San Pietro Terme, in fabbricati dalle dimensioni più rispondenti ai loro obiettivi ridimensionati.
Nel settembre del 2011, Nannucci Mailing S.r.l., proprietaria del sito web nannucci.it, concluse definitivamente la propria esperienza commerciale.
Nel dicembre 2019, Giucar Services S.r.l. venne acquisita da una società piacentina.

### La chiusura
Un'ulteriore crisi congiunturale del settore discografico, finì con il colpire il negozio in maniera ancor più significativa (impasse fortemente aggravata dalla pratica del download da Internet, dalla sfiducia del consumatore, dovuta alla recessione economica mondiale di questo inizio secolo, dalla concorrenza agguerrita della grande distribuzione, le restrizioni al traffico del centro storico bolognese, ove appunto il negozio era sito, nonché dalle scelte manageriali come la decisa riduzione del proprio catalogo e da ultimo, in ordine di tempo, dall'uscita dallo store di molti dei soci eredi. Tali cause originarono all'esercizio danni centrali). La rivendita bolognese di musica andò incontro alla chiusura.
Il 24 aprile del 2009, a 73 anni dalla loro fondazione, i Magazzini Nannucci cessarono l'attività.

## Curiosità
- Al programma radiofonico nazionale di Rai Radio 2 Il Kondor, si era commentata la notizia (all'epoca ancora priva di conferme) dell'epilogo dell'attività del negozio musicale bolognese.[8]
- In un articolo del quotidiano La Repubblica, Luca Carboni così rifletteva sulla chiusura dei Magazzini Nannucci: "È un fallimento, è come una band che si scioglie. La musica si può comprare all'ipermercato o anche dal tabaccaio, il problema è che trovi quello che si vende in quel momento, non certo il vecchio disco".[9]
- Così, Gaetano Curreri degli Stadio commenta su La Repubblica la chiusura dei battenti del negozio: "Un grande dolore e lo dirò al pubblico bolognese. Come quando muore un amico, davvero. I momenti belli che ho passato lì sono come quelli passati con una bella ragazza. Un posto come Nannucci andrebbe tutelato".[10]
- Contro la chiusura del negozio di musica bolognese, era stato lanciato un appello su Facebook sottoscritto da circa 2 000 utenti (gruppo "Quelli che non vogliono la chiusura di Nannucci").[7] Inoltre, per coinvolgere in misura maggiore la cittadinanza bolognese, i portavoce del medesimo gruppo avevano anche girato e caricato su YouTube un video concernente una "mini-manifestazione" svoltasi nei pressi ed all'interno del negozio, il 7 marzo del 2009.[11]
- Il Corriere della Sera riporta che, nelle pagine di Facebook, i Magazzini Nannucci sono stati segnalati fra i luoghi storici che si vorrebbero presenti nella toponomastica di Bologna.[12]
- Biblioteca Sala Borsa, la biblioteca pubblica multimediale di Bologna, ha riportato (nella sua versione on-line) la chiusura dei Magazzini Nannucci fra gli eventi che hanno caratterizzato la storia della città nel corso del 2009.[6]
- Anche nel sito che tratta di hardware informatico, Tom's Hardware, vengono espresse in un articolo riflessioni sulla condizione dell'epoca del settore della musica, citando anche le vicende dei Magazzini Nannucci.[13]
- La band bolognese Le Fragole[14] ha composto, in occasione della chiusura per liquidazione dei Magazzini Nannucci, il brano “Un'epoca con Nannucci”, di cui è stato girato anche un videoclip. Questo tributo è un insolito de profundis cantato per la cessazione di un'attività commerciale.[15]
- L'ultimo rinnovo del locale, avvenuto nei primi anni del 2000, passò anche attraverso la sostituzione di installazioni per l'ascolto dei brani musicali (le quali avevano a loro volta rimpiazzato, a metà degli anni settanta, delle vecchie cabine) con ben più aggiornate postazioni informatiche multimediali, dotate di un "jukebox" completo di circa 45 000 album digitalizzati.[3]
- Nel corso dell'ultima ristrutturazione (seguita dalle Belle Arti e dai Beni Culturali), dal negozio vennero alla luce archi, finestre e volte in muratura risalenti ai primi anni del Trecento (l'esercizio commerciale, in effetti, era sito all'interno di un palazzo d'importanza storica, collocabile proprio in quell'epoca).[16]
- Nel 2006, in occasione dei 70 anni dalla fondazione, fu invitato a fare gli onori di casa il cantautore pop rock, Luca Carboni.[3]
- Dal 3 settembre 2009, nei locali che furono dei Magazzini Nannucci si è insediato un nuovo punto vendita della catena Melbook Store (come affittuario).[17]
- Il 2 ottobre 2009, (sei mesi dopo la cessata attività), tre ex-dipendenti dei Magazzini Nannucci (tra cui il direttore commerciale) hanno aperto, in società con un gruppo veneto, un nuovo negozio di musica in centro a Bologna.[18]
- A Twitter, il conduttore televisivo Red Ronnie (in occasione del Record Store Day 2012), affida il ricordo di Giuseppe Nannucci e il suo negozio: "Dov'era Nannucci c'è un negozio che vende libri usati. Almeno c'è rimasto il seme della cultura".[19]
- Il negozio era frequentato dai musicisti Vasco Rossi, Lucio Dalla, Gianni Morandi, Luca Carboni, Samuele Bersani, Gaetano Curreri (Stadio).[20]
- Giucar Record e Giucar Services ("costole" dei Magazzini Nannucci) devono la loro ragione sociale alle iniziali dei fratelli Nannucci: Giuseppe e Carla (GIU-seppe e CAR-la).[21]
- Durante la propria attività, nel negozio furono commercializzati anche articoli d'importazione modaioli come gli occhiali Ray-Ban indossati dagli attori più in voga in quell'epoca.[4]
- Il piccolo deposito "ausiliario" (nato nei primi anni ottanta) dei Magazzini Nannucci, venne soprannominato dai dipendenti il "San Tommaso".[22]
- Giuseppe Nannucci aveva, in gioventù, militato nella società di pallacanestro bolognese Gira,[3] disputando anche una partita con la Virtus Minganti Bologna, nel corso della stagione 1957-1958.[23][24]
- Nannucci Dischi, a Firenze, in piazza Antinori (storico emporio di musica presente dagli anni trenta), gestito da familiari di Mario Nannucci, aveva chiuso nove anni prima del negozio bolognese, nel luglio del 2000.[25]